# Rivière de Mont-Louis
Pour les articles homonymes, voir Louis et Mont-Louis.
La rivière de Mont-Louis est un affluent du littoral sud de l'estuaire du Saint-Laurent situé dans la municipalité régionale de comté (MRC) de La Haute-Gaspésie, dans la région administrative de la Gaspésie–Îles-de-la-Madeleine, au Québec, au Canada.
La rivière Mont-Louis coule dans le territoire non organisé de Mont-Albert et dans la municipalité de Saint-Maxime-du-Mont-Louis.

## Géographie
La rivière de Mont-Louis prend sa source d'un petit lac (longueur : 0,2 km ; altitude : 509 m) de montagne situé dans le canton de Boisbuission, dans le territoire non organisé du Mont-Albert, dans les monts Chic-Chocs. Ce lac fait partie du Réserve faunique des Chic-Chocs et est situé à l'est des monts McGerrigle. Cette source fait partie du bassin versant Est de la ligne de partage des eaux avec le versant de la rivière Madeleine-Nord laquelle coule vers le sud.
L'embouchure de lac est située à 24,5 km au sud du littoral sud du golfe du Saint-Laurent. À partir de ce lac de tête, la rivière de Mont-Louis coule dans une vallée encaissée sur 50,5 km répartis selon les segments suivants :
- 8,1 km vers le nord-est dans le territoire non organisé du Mont-Albert, jusqu'à la confluence d'un ruisseau (venant du nord) ;
- 2,1 km vers le sud-est, jusqu'à la confluence d'un ruisseau (venant du sud-ouest) ;
- 10,0 km vers le nord-est, jusqu'à la confluence d'un ruisseau (venant de l'ouest) ;
- 4,1 km vers le nord-est, jusqu'à la confluence d'un ruisseau (venant de l'est) ;
- 1,7 km vers le nord, jusqu'à la confluence d'un ruisseau (venant de l'ouest) ;
- 7,6 km vers le nord, jusqu'à la limite de la municipalité de Saint-Maxime-du-Mont-Louis ;
- 4,0 km vers le nord, jusqu'à la confluence de la rivière de Mont-Louis-Ouest (venant du sud-ouest) ;
- 9,4 km vers le nord, jusqu'au pont de la rue de l'Église ;
- 2,9 km vers le nord, jusqu'à une lagune située dans la partie ouest du village de Saint-Maxime-du-Mont-Louis ;
- 0,6 km vers le nord-ouest, en traversant la lagune et le pont de la route 132, jusqu'à la confluence[3].

La rivière de Mont-Louis se déverse sur le littoral sud de l'estuaire maritime du Saint-Laurent dans la partie ouest du village de Saint-Maxime-du-Mont-Louis dans l'anse de Mont-Louis. Cette anse est située du côté est du Mont Thomas-Mercier et du côté ouest du Mont Louis.

## Toponymie
Un mémoire dont la rédaction est attribuée à Denis Riverin et qui mena à l'établissement d'un poste en 1697, il est indiqué que l'endroit est propice à la pêche à la morue et aux bois qui servent à la construction navale, « à trois lieues avant dans les terres, en remontant la rivière du Mont-Louis ». Selon Pierre-Georges Roy, la seigneurie de Mont-Louis aurait été concédée à Nicolas Bourlet, banquier de Paris, avant 1702.
Le toponyme rivière de Mont-Louis a été officialisé le 5 décembre 1968 à la Commission de toponymie du Québec.